# Григорий III Охридски
Григорий е православен духовник, охридски архиепископ около 1675 година и отново около 1683-1688 година.
Предполага се, че Григорий заема за кратко охридската катедра около 1675 година, преди Теофан. До октомври 1679 година е пелагонийски митрополит, като по това време вече е бивш охридски архиепископ. Повторно става архиепископ между юни 1682 и юни 1683 година. В началото на 1688 година се оттегля от поста, поради напредналата си възраст и отново става пелагонийски митрополит, какъвто остава до смъртта си през 1695 година.